# Sint-Josephgesticht (Soest)
Het Sint-Josephgesticht is een voormalig rooms-katholiek klooster aan de Steenhoffstraat 46 in Soest.
Het klooster werd in 1868 gebouwd naar een ontwerp van architect A.C. Bleijs. Op 15 september 1868 werd het gebouw ingewijd.
Het Sint-Josephgesticht was in gebruik bij de Zusters van Onze-Lieve-Vrouw van Amersfoort. Zij verzorgden er bejaarden en stichtten een meisjes- en bewaarschool. In 1962 verlieten de laatste 25 zusters het klooster. Tegenwoordig dient het klooster als huisvesting voor het Museum Soest. Het gebouw is een rijksmonument
Voor het gebouw ligt een voorplein. Het perceel wordt aan de straatzijde door middel van een lage muur met gemetselde pijlers, beide met ezelsrugbekroning, begrensd. Tussen de pijlers is op de lage muurtjes een ijzeren spijlenhek gezet.
Het voormalige gestichtsgebouw voor bejaarden annex school met bijbehorend hekwerk is van algemeen belang vanwege de cultuur- en architectuurhistorische waarde als goed voorbeeld van een gestichtsgebouw in neogotische stijl uit het eind van de 19de eeuw en als vroeg bouwwerk in het oeure van architect A.C. Bleys. Tevens is het typologisch van belang als karakteristiek voorbeeld van 19de-eeuwse bejaardenzorg door rooms-katholieken. Het gestichtsgebouw met hekwerk is gaaf wat betreft de hoofdvorm en detaillering van het exterieur en heeft tevens de oorspronkelijke indeling behouden.